# تریس (ترت-بوتوکسی) سیلانتیول
تریس(ترت-بوتوکسی)سیلانتیول (به انگلیسی: Tris(tert-butoxy)silanethiol) یک ترکیب شیمیایی با شناسه پاب‌کم ۵۲۴۶۴۲۰ است. شکل ظاهری این ترکیب، مایع بی‌رنگ است.